# Шорыгин, Александр Александрович
Александр Александрович Шорыгин (1896—1948) — гидробиолог. Основоположник морской рыбохозяйственной гидробиологии в СССР.

## Биография
Был организатором и первым директором Полярного научно-исследовательский института морского рыбного хозяйства и океанографии имени Н. М. Книповича. При этом он стал основоположником морской рыбохозяйственной гидробиологии в стране. Много и плодотворно работал на Каспийском море, исследуя негативные экологические процессы, связанные с его обмелением в 1930-е годы, а также на Мурмане. Разработал и внедрил новые методы изучения ихтиофауны.Основные работы учёного были опубликованы уже после его смерти.

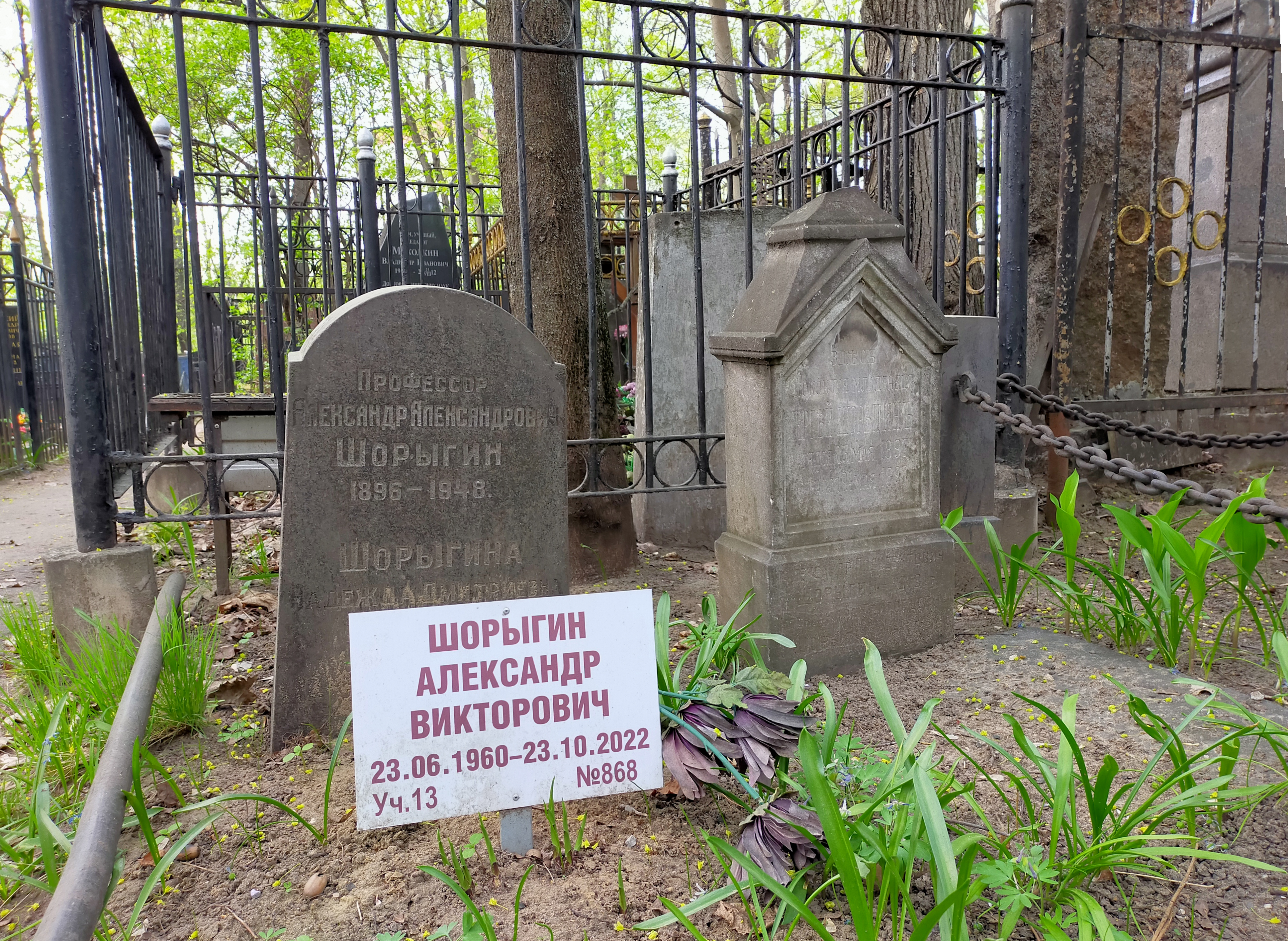
Семейное захоронение Шорыгиных на Введенском кладбище

Похоронен на Введенском кладбище (13 уч.).

## Главные труды
- Шорыгин А. А., Карпевич А. Ф. Новые вселенцы Каспийского моря и их значение в биологии этого водоема. — Симферополь: Крымиздат, 1948. — 106 с.
- Шорыгин А. А. Питание и пищевые взаимоотношения рыб Каспийского моря (осетровых, карповых, бычковых, окуневых и хищных сельдей). — М.: Пищепромиздат,, 1952. — 268 с.
- Шорыгин А. А. О биоценозах // Бюлютень МОИП. Отдел биологический : журнал. — 1955. — Т. 60, № 6. — С. 87—98.